# Черноклювая андигена
Черноклювая андигена (лат. Andigena nigrirostris) — вид дятлообразных птиц из семейства тукановых (Ramphastidae).
Черноклювая андигена — единственный вид туканов-андиген с белым горлом и боками головы. Полностью чёрный клюв только у номинального подвида, у A. n. occidentalis и A. n. spilorhyncha клювы кроме чёрного цвета имеют ещё и каштаново-коричневый.

## Ареал и места обитания
Черноклювая андигена распространена на северо-западе Южной Америки от северо-запада Венесуэлы (горы Кордильера-де-Мерида) до северо-запада Перу (горы Кордильера-дель-Кондор). Встречается в Колумбии на обоих склонах западных, центральных (начало долины реки Магдалена и восточные склоны в Путумайо и Нариньо) и восточных Анд, далее через Эквадор до самого северо-запада Перу на восточных склонах Анд. Относительно обычна в горных вечнозеленых лесах и на их опушках на высоте 1600—3200 м над уровнем моря, на тихоокеанских и восточных склонах Восточных Анд — до 1200 м.

## Подвиды
Образует 3 подвида:
- Andigena nigrirostris nigrirostris — номинативный подвид, распространенный на востоке Колумбии, западе Венесуэлы и востоке Эквадора;
- Andigena nigrirostris occidentalis — обитает на западе Колумбии;
- Andigena nigrirostris spilorhynchus — юг Колумбии, северо-восток Эквадора и север Перу.

## Угрозы
Ареал черноклювой андигены становится все более фрагментированным из-за разрушения среды обитания. Многие леса Чоко вырублены или деградировали и обезлесение ускоряется. На склонах между хребтами Анд остались лишь остатки лесных массивов. Леса в Восточных Андах подверглись обширной деградации, западные склоны в значительной степени расчищены для интенсивного выращивания сельскохозяйственных культур и пастбищ.

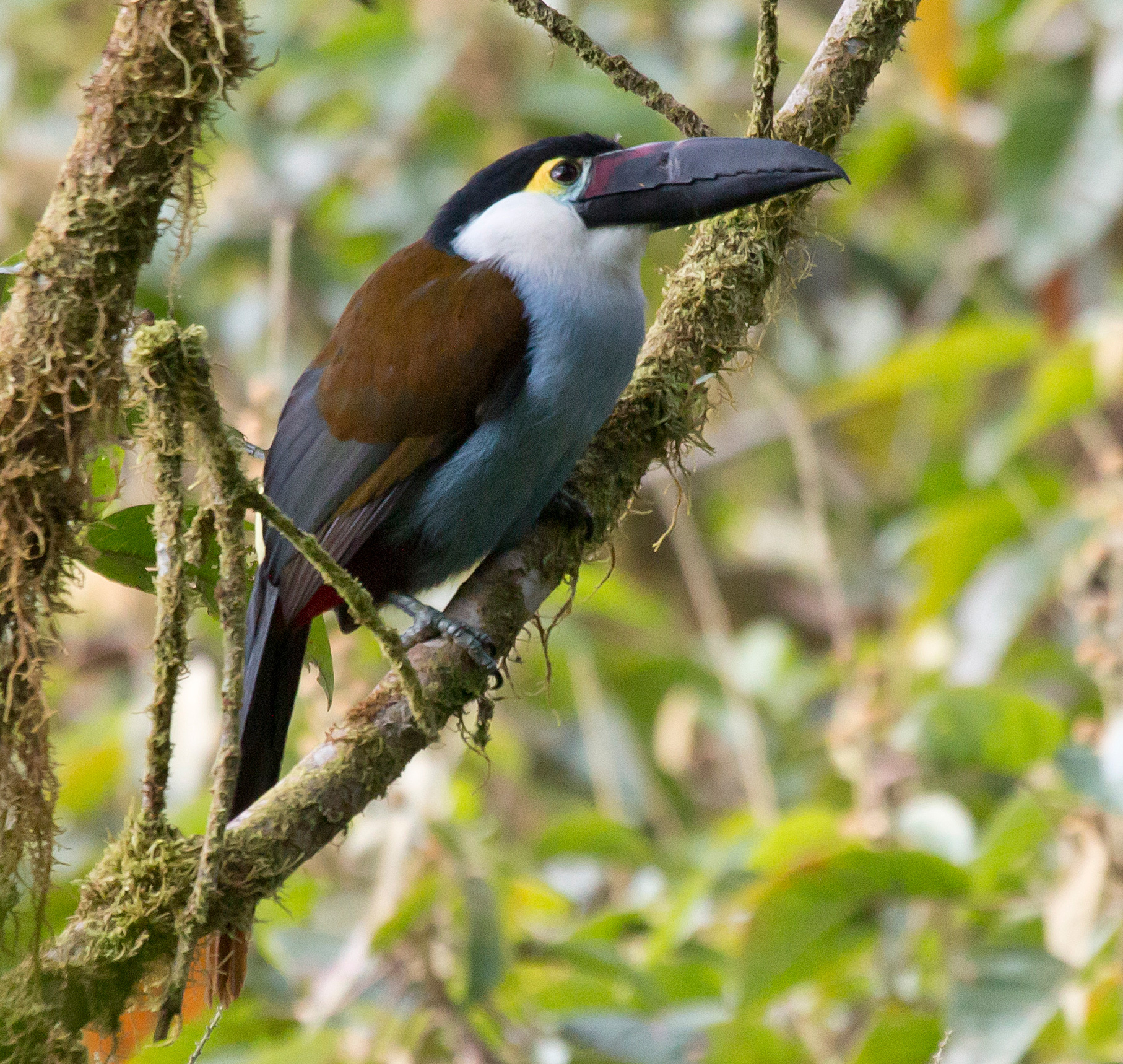
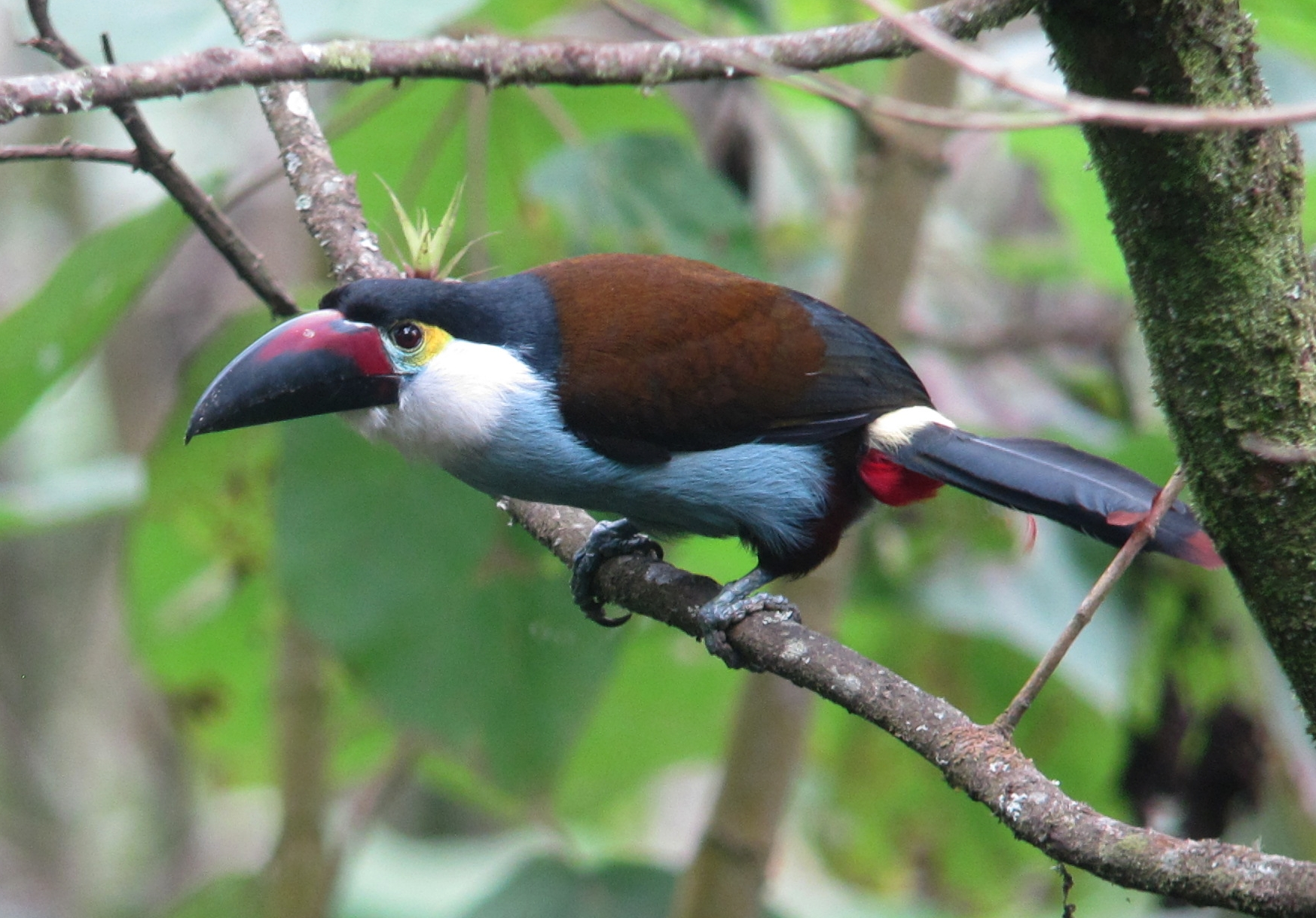
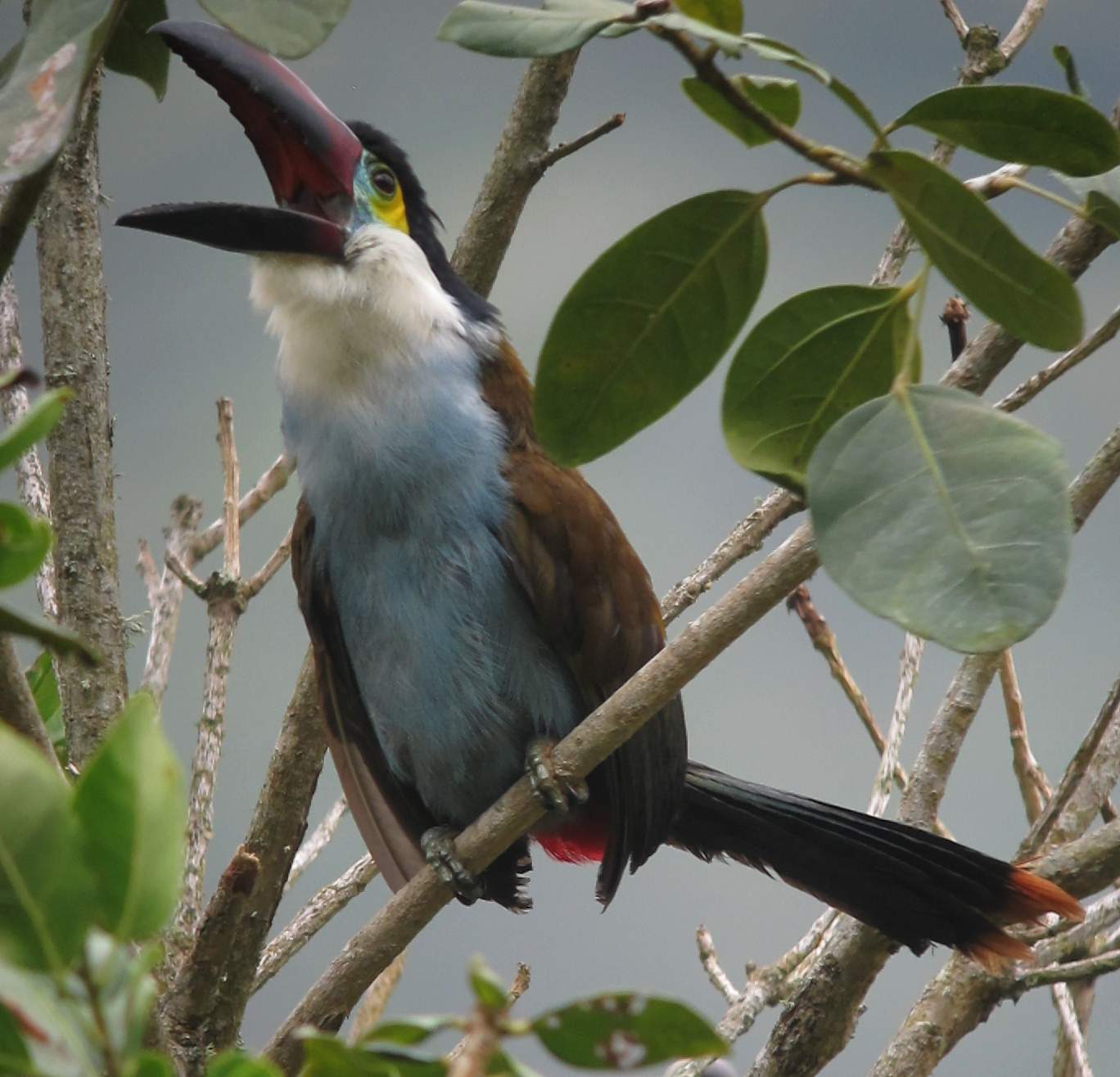
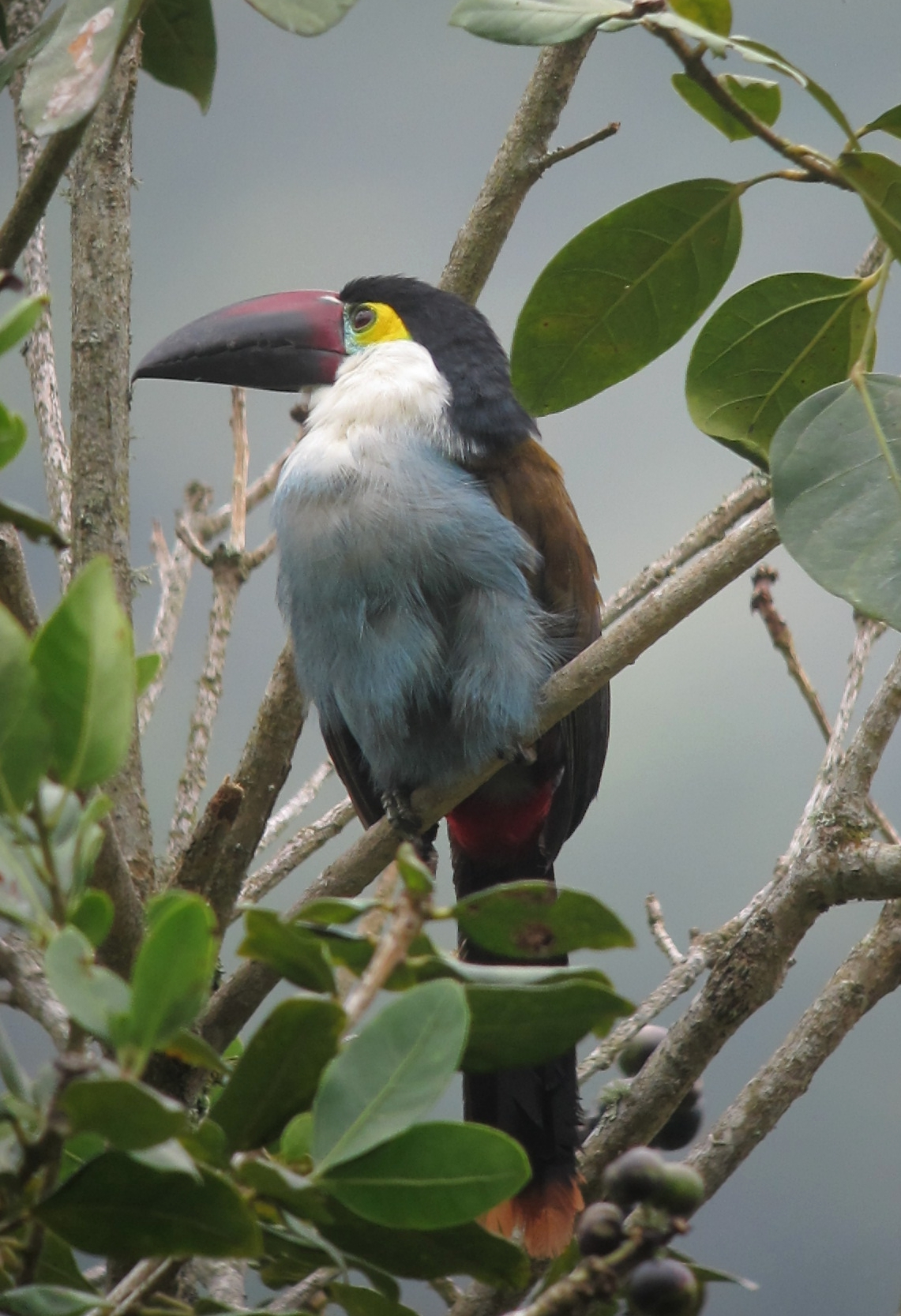